# Cygnus NG-14
Cygnus NG-14 var en flygning av en av företaget Northrop Grummans Cygnus rymdfarkoster till Internationella rymdstationen (ISS). Farkosten sköts upp med en Antares 230+ raket, från Wallops Flight Facility i Virginia, den 3 oktober 2020.
Farkosten kallas S.S. Kalpana Chawla och är uppkallad efter den avlidna amerikanska astronauten Kalpana Chawla.
Målet med flygningen är att leverera material och förnödenheter till ISS.
Den 5 oktober 2020 dockades farkosten med rymdstationen med hjälp av Canadarm2.
Farkosten lämnade rymdstationen den 6 januari 2021. Den brann som planerat upp i jordens atmosfär den 26 januari 2021.

### Fotnoter
1. ↑  ”NASA Space Science Data Coordinated Archive” (på engelska). NASA. https://nssdc.gsfc.nasa.gov/nmc/spacecraft/display.action?id=2020-069A. Läst 22 oktober 2020.